# Roi Et (província)
Roi Et é uma província da Tailândia. Sua capital é a cidade de Roi Et.